# Quenington
Quenington – wieś w Anglii, w hrabstwie Gloucestershire, w dystrykcie Cotswold. Leży 36 km na południowy wschód od miasta Gloucester i 117 km na zachód od Londynu.